# Landkreis Miltenberg
Landkreis Miltenberg is een Landkreis in de Duitse deelstaat Beieren. De Landkreis telt 128.743 inwoners (31 december 2020) op een oppervlakte van 715,68 km². Kreisstadt is de gelijknamige stad.

## Indeling
Landkreis Miltenberg is verdeeld in 32 gemeenten, waarvan zeven de status van stad hebben. Elf andere mogen zich Markt noemen. In het noorden liggen verspreid drie gebieden die niet gemeentelijk zijn ingedeeld.
Steden
1. Amorbach
2. Erlenbach am Main
3. Klingenberg am Main
4. Miltenberg
5. Obernburg am Main
6. Stadtprozelten
7. Wörth am Main

Märkte
1. Bürgstadt
2. Elsenfeld
3. Eschau
4. Großheubach
5. Kirchzell
6. Kleinheubach
7. Kleinwallstadt
8. Mönchberg
9. Schneeberg
10. Sulzbach am Main
11. Weilbach

Overige gemeenten
1. Altenbuch
2. Collenberg
3. Dorfprozelten
4. Eichenbühl
5. Faulbach
6. Großwallstadt
7. Hausen
8. Laudenbach
9. Leidersbach
10. Mömlingen
11. Neunkirchen
12. Niedernberg
13. Röllbach
14. Rüdenau

Niet gemeentelijk ingedeeld
1. Forstwald (4,11 km²)
2. Hohe Berg (0,62 km²)
3. Hohe Wart (4,68 km²)

Aichach-Friedberg · Altötting · Amberg · Amberg-Sulzbach · Ansbach (stad) · Landkreis Ansbach · Aschaffenburg (stad) · Landkreis Aschaffenburg · Augsburg (stad) · Landkreis Augsburg · Bad Kissingen · Bad Tölz-Wolfratshausen · Bamberg (stad) · Landkreis Bamberg · Bayreuth (stad) · Landkreis Bayreuth · Berchtesgadener Land · Cham · Coburg (stad) · Landkreis Coburg · Dachau · Deggendorf · Dillingen an der Donau · Dingolfing Landau · Donau-Ries · Ebersberg · Eichstätt · Erding · Erlangen · Erlangen-Höchstadt · Forchheim · Freising · Feyung-Grafenau · Fürstenfeldbruck · Fürth (stad) · Landkreis Fürth · Garmisch-Partenkirchen · Günzburg · Haßberge · Hof (stad) · Landkreis Hof · Ingolstadt · Kaufbeuren · Kelheim · Kempten im Allgäu · Kitzingen · Kronach · Kulmbach · Landsberg am Lech · Landshut (stad) · Landkreis Landshut · Lichtenfels · Lindau · Main-Spessart · Memmingen · Miesbach · Miltenberg · Mühldorf am Inn · München · Landkreis München · Neuburg-Schrobenhausen · Neumarkt in der Oberpfalz · Neurenberg · Neustadt an der Aisch-Bad Windsheim · Neustadt an der Waldnaab · Neu-Ulm · Nürnberger Land · Oberallgäu · Ostallgäu · Passau (stad) · Landkreis Passau · Pfaffenhofen an der Ilm · Regen · Regensburg (stad) · Landkreis Regensburg · Rhön-Grabfeld · Rosenheim (stad) · Landkreis Rosenheim · Roth · Rottal-Inn · Schwabach · Schwandorf · Schweinfurt (stad) · Landkreis Schweinfurt · Starnberg · Straubing · Straubing-Bogen · Tirschenreuth · Traunstein · Unterallgäu · Weiden in der Oberpfalz · Weilheim-Schongau · Weißenburg-Gunzenhausen · Wunsiedel im Fichtelgebirge · Würzburg (stad) · Landkreis Würzburg
Altenbuch ·
Amorbach ·
Bürgstadt ·
Collenberg ·
Dorfprozelten ·
Eichenbühl ·
Elsenfeld ·
Erlenbach a.Main ·
Eschau ·
Faulbach ·
Großheubach ·
Großwallstadt ·
Hausen ·
Kirchzell ·
Kleinheubach ·
Kleinwallstadt ·
Klingenberg a.Main ·
Laudenbach ·
Leidersbach ·
Miltenberg ·
Mömlingen ·
Mönchberg ·
Neunkirchen ·
Niedernberg ·
Obernburg a.Main ·
Röllbach ·
Rüdenau ·
Schneeberg ·
Stadtprozelten ·
Sulzbach a.Main ·
Weilbach ·
Wörth a.Main